# Лісево (Члуховський повіт)
Лісево (пол. Lisewo) — село в Польщі, у гміні Пшехлево Члуховського повіту Поморського воєводства.
Населення — 151 особа (2011).
У 1975-1998 роках село належало до Слупського воєводства.

## Демографія
Демографічна структура станом на 31 березня 2011 року:
|          | Загалом | Допрацездатний вік | Працездатний вік | Постпрацездатний вік |
| -------- | ------- | ------------------ | ---------------- | -------------------- |
| Чоловіки | 69      | 14                 | 51               | 4                    |
| Жінки    | 82      | 17                 | 45               | 20                   |
| Разом    | 151     | 31                 | 96               | 24                   |